# Fernsichtbrücke
Die Fernsichtbrücke ist eine Straßenbrücke im Hamburger Stadtteil Winterhude. Sie bildet gemeinsam mit der größeren Krugkoppelbrücke den nördlichen Abschluss des Landschaftsraumes der Außenalster.
Die 25,27 m lange Brücke ist als Kulturdenkmal in der Denkmalliste der Hamburger Kulturbehörde mit der Nummer 28987 aufgeführt.

## Bau

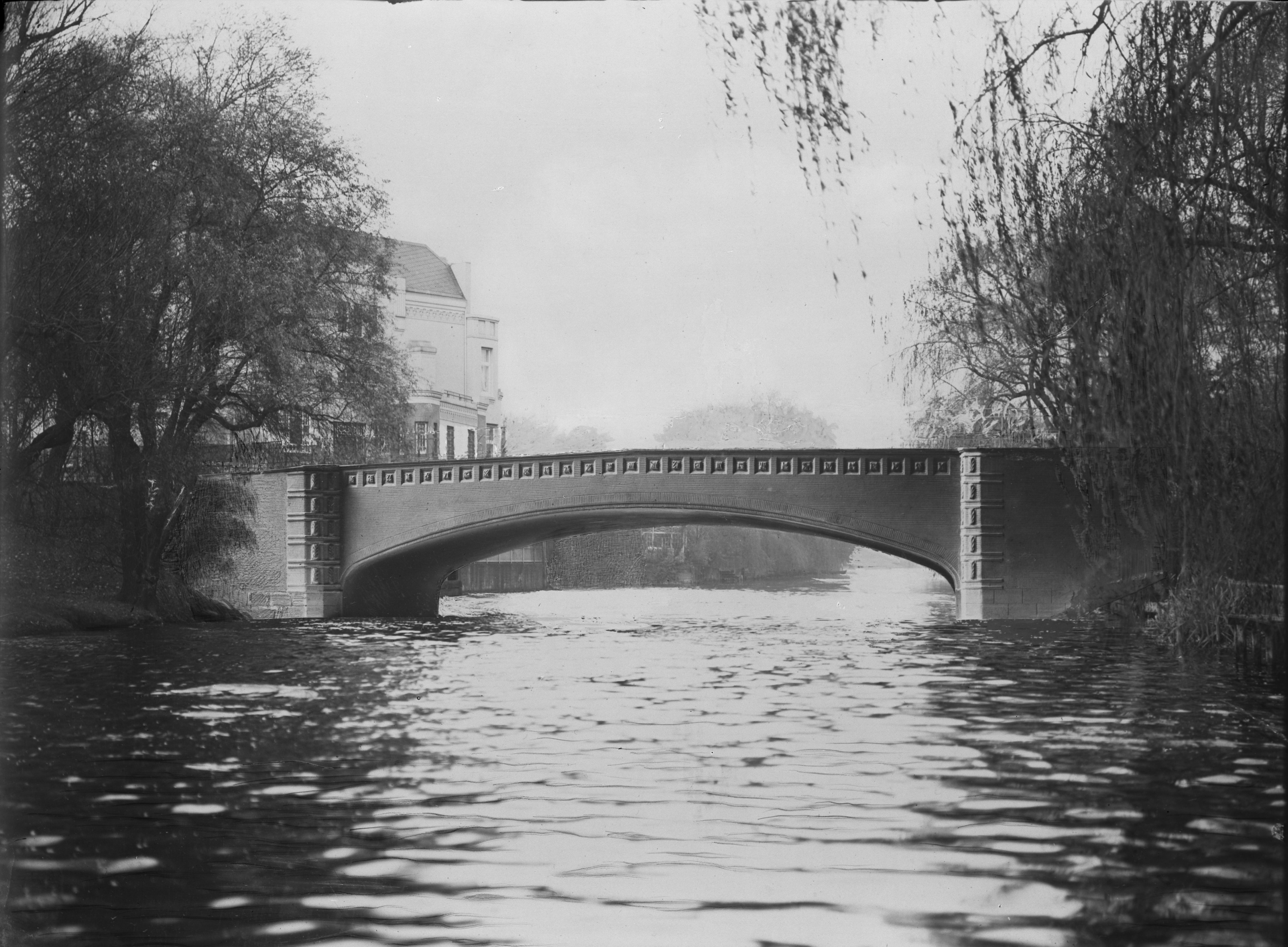
Fernsichtbrücke, kurz nach Fertigstellung

Die Fernsichtbrücke trägt die Brückennummer 90 und wurde in den Jahren 1927 und 1928 unter dem Oberbaudirektor Fritz Schumacher errichtet. Die verzierende Keramik gestaltete der Bildhauer Richard Kuöhl, der seit seiner Studentenzeit mit Schumacher bekannt war und von diesem häufig mit der Verzierung von Bauwerken beauftragt wurde.
Die mit Klinkern verblendete Bogenbrücke ruht auf Granitsockeln und hat aufgrund ihres Korbbogens eine niedrige Konstruktionshöhe.
Die Fernsichtbrücke trägt die Bauwerksnummer 2426052. Sie ist 20,16 m breit und verfügt über Zweigelenkrahmen, deren Kragarme als Plattenhalter ausgebildet sind.

## Name und Lage
Die Fernsichtbrücke ist nach der Straße Fernsicht benannt, die mit ihr den Rondeelkanal überquert, der den Rondeelteich mit der Alster verbindet. Das Rasengelände an der Fernsichtbrücke ist Teil des Alsterparks. Von hier aus ist es möglich, die gesamte Außenalster zu überblicken. Hier befinden sich ausgewiesene öffentliche Grillplätze.